# Trioserica tarsata
Trioserica tarsata är en skalbaggsart som beskrevs av Brenske 1894. Trioserica tarsata ingår i släktet Trioserica och familjen Melolonthidae. Inga underarter finns listade i Catalogue of Life.